# Bärbel Wöckel
Bärbel Wöckel, född Eckert 21 mars 1955 i Leipzig, Östtyskland, är en före detta östtysk tidigare friidrottare, främst känd som dubbel olympisk mästare på 200 meter – 1976 och 1980. 
Wöckel tävlade för FC Carl Zeiss Jena där hon under hela sin aktiva tid som friidrottare var en del av det statsorganiserade östtyska dopningsprogrammet, varför hennes resultat är ifrågasatta.

## Idrottskarriär
Wöckel vann sammanlagt fyra olympiska guldmedaljer 1976 och 1980 – två på 200 meter och två på den korta stafetten. Hon har även tre guld och ett silver från EM utomhus 1978 och 1982. 
Wöckel blev med tiden 10,95 sekunder den andra kvinnan i historien att springa under 11 sekunder på 100 meter, detta i Dresden den 1 juli 1982. Tillsammans med löpare som Doris Maletzki, Renate Stecher, Christina Heinich, Ingrid Auerswald, Romy Müller och Marlies Göhr satte hon satte flera världsrekord på 4x100 meter, det sista i OS i Moskva i augusti 1980.